# 青雲觀

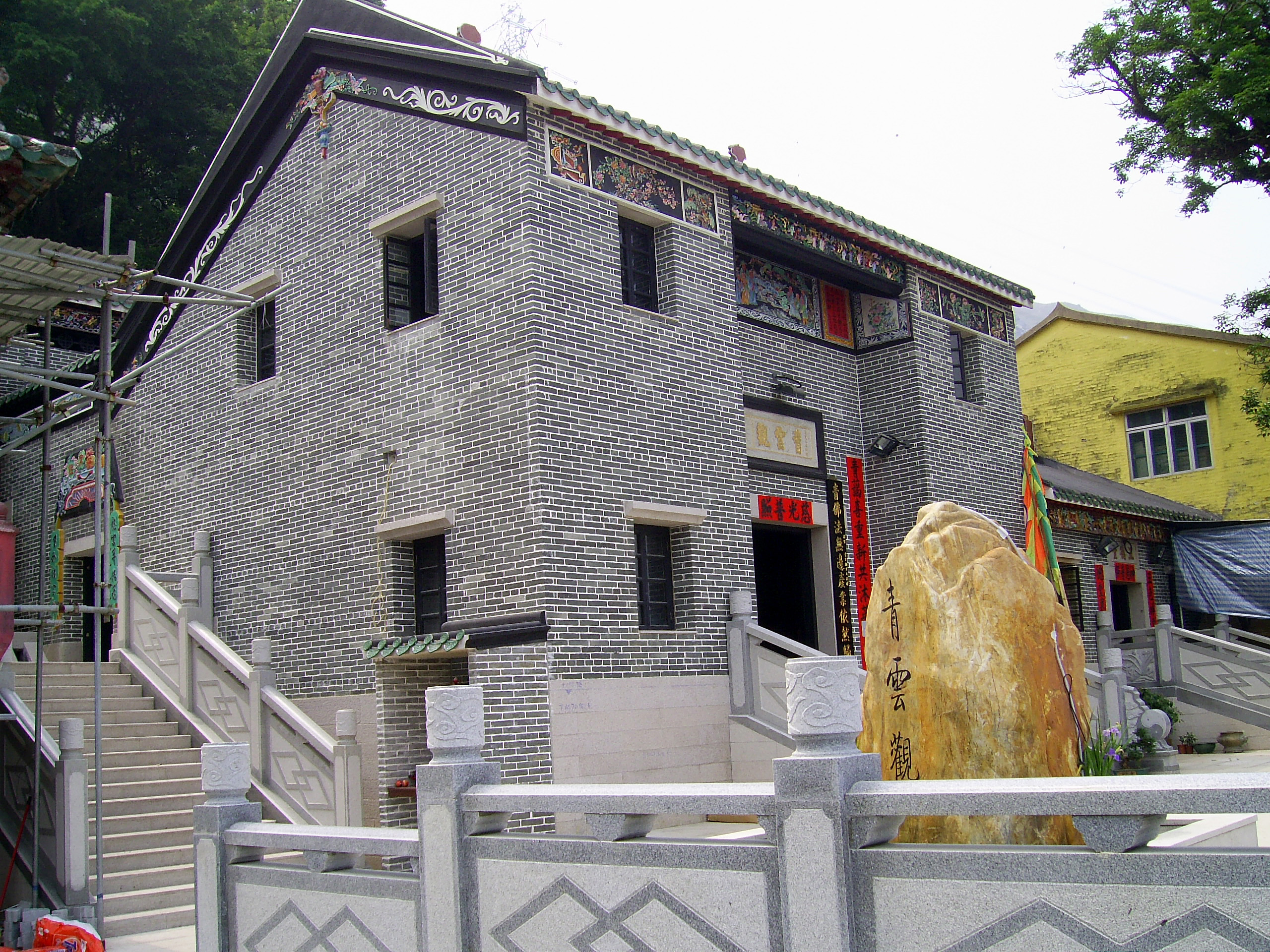
青雲觀

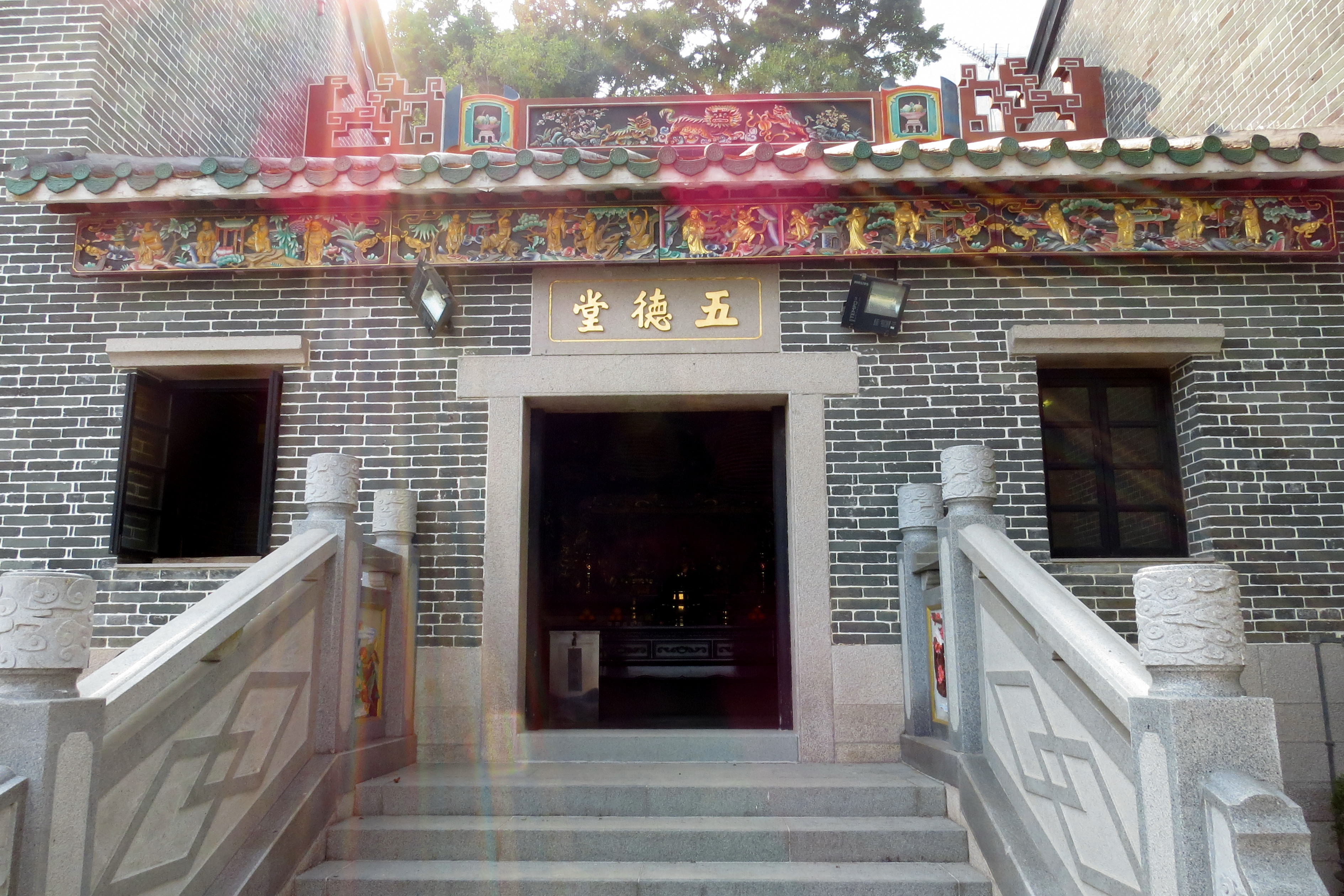
青雲觀五德堂

青雲觀（英文：Tsing Wan Kwun ）位於香港新界屯門區青山東麓的青山禪院內，是香港現存最早的道場，主神為斗姆（又稱斗姥），亦有供奉觀音菩薩、三帝、呂祖、王靈官、彌勒、朱立天君、濟公、關帝、泰國佛。

## 歷史
南朝劉宋年間，相傳杯渡禪師乘坐大木杯渡海南下屯門青山，後人為了紀念他，就在青山上建了杯渡庵。原為佛寺的杯渡庵在隋朝時曾改為普渡道場，至唐朝又改稱雲林寺，及至五代十國，廣東地區隸屬南漢統治，其君主篤信佛教，乃封青山為瑞應山，東莞縣官陳延曾下令鐫造杯渡禪師像安放於該山上供奉。到北宋宣和元年（1119年），再將其改為道場，迫僧易道服居住，詔改為斗姆宮。及至元、明兩朝，又改稱青雲觀。清朝初年因沿海遷界而荒廢；復界後恢復舊名，屯門陶氏興建並擁有青雲觀，至道光年間始獲擴建。
其後原為道教先天道道長的香港商人陳春亭獲委任為青雲觀的住持，但他於1918年前往寧波觀宗寺出家，皈依佛門，法號顯奇，返港後聯同張純白居士（本名張森泉，法號了幻）與青雲觀及附近土地的業主屯門陶氏商議在該地修建寺院，到1920年，各項工程完竣，稱為「青山禪院」，同時重修位於大雄寶殿旁破損的青雲觀，成為寺院內的一所道觀，完工之日屯門陶氏致送牌匾祝賀。
青雲觀正門的石額是道光己丑（即道光九年，亦即1829年）初秋所刻，道觀依山而建，內分兩層，底層為前殿，供奉觀音大士，高層前為天階，背後為正殿，中間供奉斗姆，其旁為王靈宮。觀內有一尾長木魚，壁上嵌有道光廿三年（1843年）屯門陶氏善信題助田租細目的「送田芳命碑」、道光廿二年（1842年）重建時南海譚心翼捐贈之銅鐘及民國九年（1920年）青山禪院落成開幕紀念題為「道院重光」木匾。

## 業權糾紛
自1963年開始屯門陶氏與香港政府就青雲觀土地業權展開談判，一直未能達成協議，於1992年2月26日交由法院仲裁，政府入稟要求將業權撥歸慈善信託基金。香港高等法院原訟法庭在1998年11月26日判定青雲觀屬屯門陶嘉儀祖（又稱陶五柳堂）和陶族所有，律政司司長提出上訴，經歷長達9年3次訴訟，2000年12月22日香港終審法院裁定青雲觀土地業權及超逾3億港元的換地收益歸於陶嘉儀祖及陶氏宗族擁有。
訴訟纏繞多年，牽涉的費用龐大，單是陶氏一方的律師費已高達4,000萬港元。1998年5月10日青雲觀兼陶嘉儀祖堂三名註冊司理陶根池、陶福添和陶鑑籌，向部分祖堂成員借錢與政府打官司，並答應當祖堂勝訴後會奉還五倍本金及每年廿厘利息，陶福添於2000年1月3日簽署有關貸款協議。在取回青雲觀業權後，三人反悔，於2008年入稟高院，要求法庭正式確認上述協議無法律約束力。

## 古蹟被拆

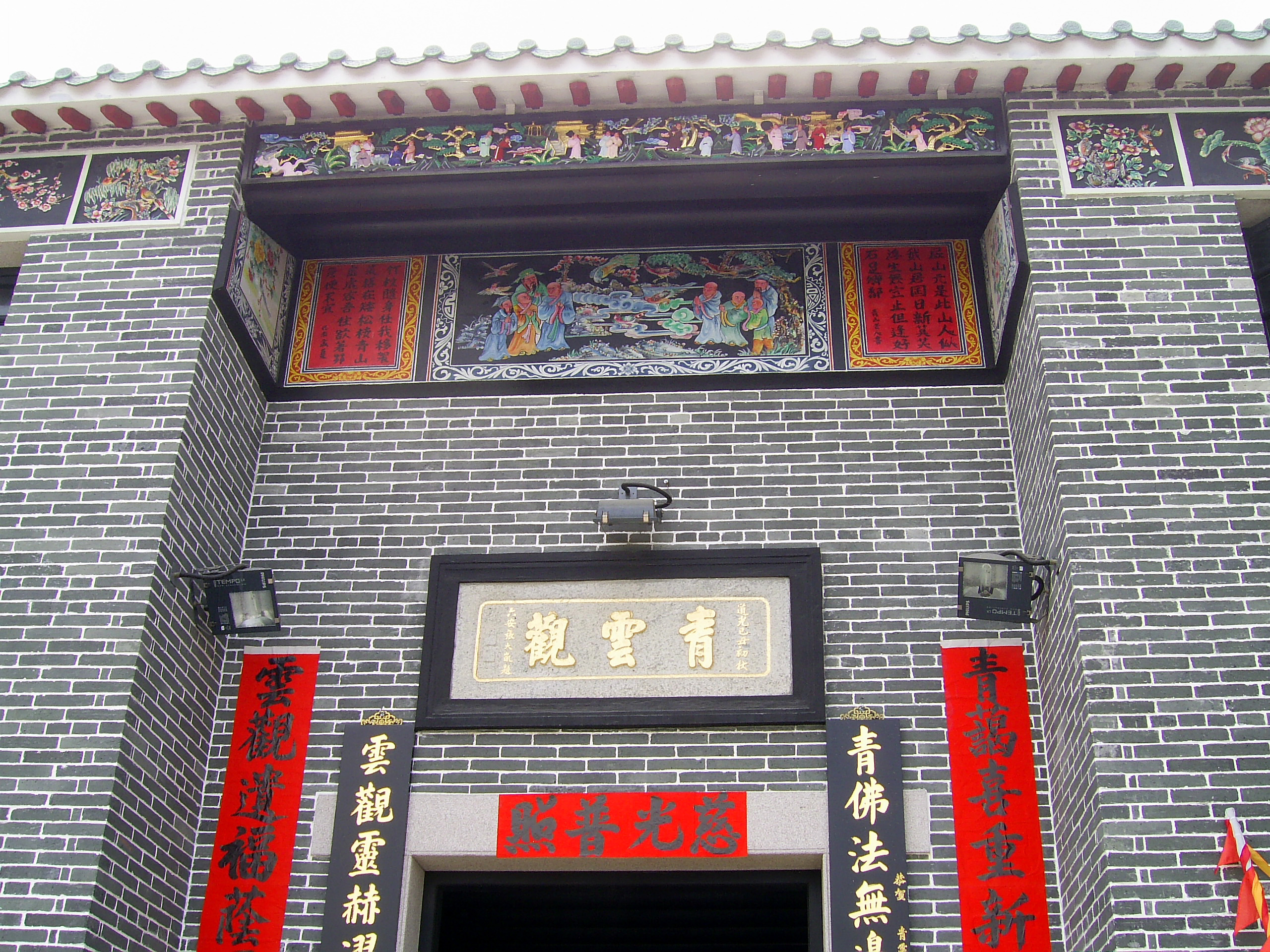
從舊觀保留的石額

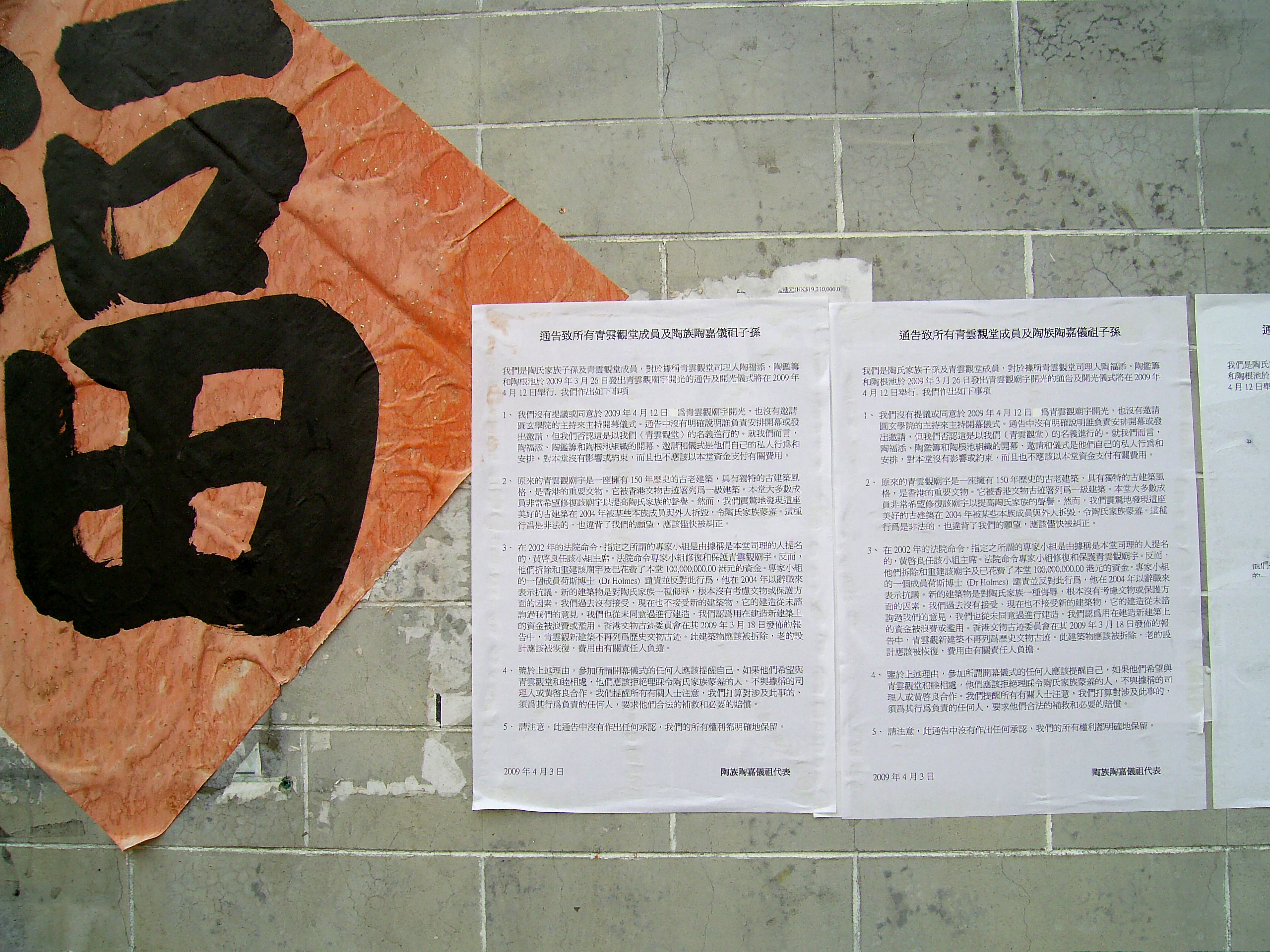
貼在屯子圍三聖宮外牆相關的聲明

香港終審法院於2000年裁定青雲觀的業權及3億元政府收地賠償屬陶氏族人所有，在訴訟期間，建築署報告指道觀屋頂出現裂縫，嚴重影響結構安全，建議作出維修；陶氏族人於2001年在陶永安的建議下，選出陶根池、陶福添及陶鑑籌作為青雲觀司理，由黃啟良任董事的浦興有限公司協助安排司理的註冊手續，並預留5,000萬元修葺青雲觀，餘下收地賠償分給陶氏族人。香港高等法院在2002年應陶氏後人建議就修葺和保護青雲觀委任三人專家委員會進行研究，成員包括任主席的測量師黃啟良、保育專家霍尔默斯（Trevor J Holmes）及建築師袁永森，預計於兩年內完成。霍尔默斯認為雖然青雲觀外牆潮濕漏水，並出現白蟻蛀蝕，需要進行重點維修，但觀內瓦片堅固，而原有的裝飾和磚砌部分具有歷史意義，建議保留；但小組主席黃啟良卻認為應把青雲觀完全拆毀再行重建，霍尔默斯隨即退出專家小組。
2004年整座青雲觀在沒有向法庭申請下靜悄悄遭拆毀，重建的青雲觀屬仿唐三進式建築，依山勢而上，前堂兩邊各有梯級，中堂為四水歸堂，具有採光及通風的作用，而位處最高的後堂是安奉神像的位置，主要建材均來自內地，只保留舊觀的石額，整項重建工程歷時超過6年，總造價接近1億港元。1985年青雲觀作為青山禪院一部分而被香港古物古蹟辦事處評為香港一級歷史建築，而在2009年3月19日發表的1,444幢歷史建築物建議評估結果，青山禪院的建築物被分開獨立評級，被降為二級或三級歷史建築，原本歷史最悠久的青雲觀在重建後沒有再被評級。
部分陶氏族人質疑黃啟良因個人利益而拆毀青雲觀，於2007年3月12日由陶建華及其兒子陶育良向高院申請，以由陶永安委託負責維修的浦興與黃啟良有聯繫，而黃妻為公司的註冊人，但黃卻沒有交代，法官遂下令要求黃啟良在60天內解答陶氏後人38條問題以釋疑團。
2009年4月12日新建的青雲觀舉行開光大典，邀請圓玄學院道士主持儀式，青雲觀堂司理現由陶福添、陶鑑籌、陶根池出任，當中陶福添的兒子是屯門區議員陶錫源。陶錫源稱青山寺徑現存包括安養精舍、羅精舍等多個佛教歷史建築，建議香港政府建立文物教育徑，吸引市民參觀。

## 骨灰龕
青雲觀於觀旁興建樓高兩層的中式建築物「青雲觀福座」，設有八個堂，能提供4,884個骨灰龕位，於2010年年底開始運作，城市規劃委員會接獲25份意見，近半反對，有居民、各界關注骨灰龕法案大聯盟及富盈軒業主立案法團等以該觀是宗教用途，不應沾上商業氣息提出反對，但亦附近村民和屯門鄉事委員會副主席曾展雄等認為可紓緩目前龕位不足問題而支持。負責的天雲管理有限公司（前稱青雲觀管理有限公司）於2010年3月在屯門中央廣場租用舖位設展板及骨灰龕模型，但負責廣場管理的大昌物業管理聲稱舖內的模型引起其他商店不安，架起棚架及帆布包圍舖位，令青雲觀未能營業。天雲管理入稟高等法院，澄清並非經營厭惡性行業，要求履行租約及賠償。

## 瀕危古樹

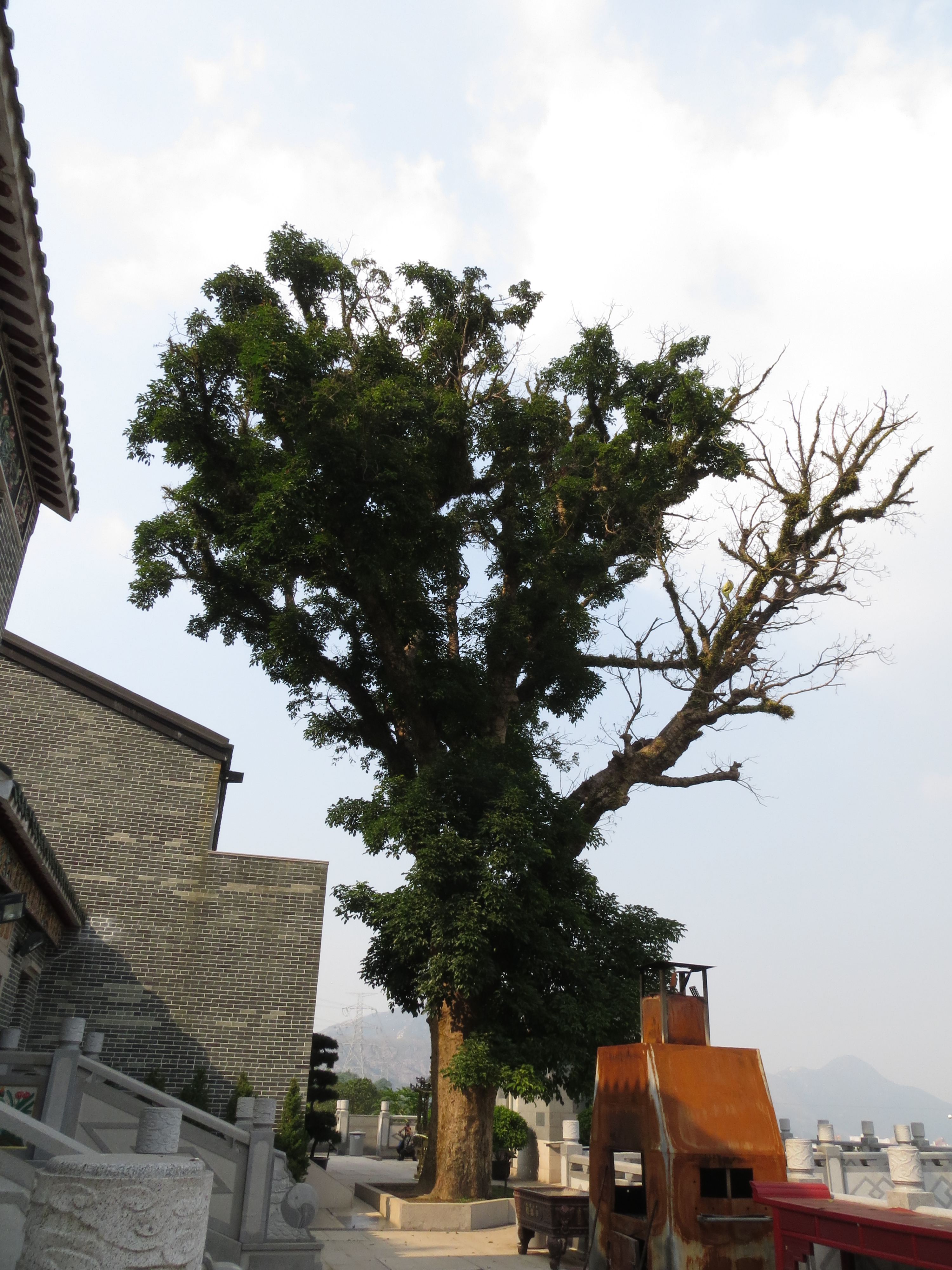
青雲觀内的百年秋楓樹。樹幹圓周3.8米，樹高17米，樹齡估計超過200年。

青雲觀旁植有一棵估計近百年樹齡的秋枫，於重建時遭興建石壆圍繞樹根而被嚴重破壞，香港中文大學和園藝專業學會於2010年10月初視察樹木時，部分樹枝已枯乾，恐年內有倒塌及枯死的危機。